# Ab Conway
Ab Conway, född 7 oktober 1914, död 10 mars 2001, var en friidrottare från Kanada. Han deltog vid olympiska sommarspelen 1936.